# (11356) Chuckjones
(11356) Chuckjones (1997 YA) – planetoida z grupy pasa głównego asteroid okrążająca Słońce w ciągu 5,29 lat w średniej odległości 3,03 j.a. Odkryta 18 grudnia 1997 roku.